# Oh Sailor Behave
Oh, Sailor Behave è un film del 1930 diretto da Archie Mayo. La sceneggiatura si basa sul lavoro teatrale See Naples and Die di Elmer Rice interpretata a Broadway da Claudette Colbert nel ruolo di Nanette. La commedia debuttò al Vanderbilt Theatre il 24 settembre 1929. Il film segna il debutto cinematografico della coppia comica formata da Ole Olsen e Chic Johnson.

## Trama
Charlie Carroll, un reporter del Paris Herald inviato a Venezia per intervistare un generale rumeno, incontra nella città lagunare la bella Nanette Dodge, un'arrampicatrice sociale di cui si innamora. Intanto, due marinai americani, Simon e Peter, sulle tracce di un ladro, restano coinvolti in una storia con Louisa, una bellezza del posto. Kunegundi, la favorita del generale, aiuta Charlie a ottenere la sua intervista mentre a Londra Mitzi, la sorella di Nanette, viene ricattata dal principe Kosloff, suo ex amante. Nanette, per salvare la sorella, cerca di sedurre il principe per poter mettere le mani sulle lettere compromettenti in possesso del russo, ma Kosloff sventa i piani della donna, costringendola a sposarlo. Venuto a conoscenza delle nozze, Charlie - per ripicca - decide di sposare Kuni. Quando Nanette arriva per spiegargli cosa sia veramente successo, il principe la rapisce ma, travestito da generale, viene colpito a morte, lasciando liberi Nanette e Charlie che possono così riprendere la loro storia d'amore.

## Produzione
Il film fu prodotto dalla Warner Bros. Pictures.

## Distribuzione
Il copyright del film, richiesto dalla Warner, fu registrato il 23 luglio 1930 con il numero LP1437. Il copyright riporta come titolo Oh Sailor Behave, senza segni di interpunzione, ma fonti posteriosi lo citano come Oh, Sailor Behave!, Oh Sailor, Behave, Oh! Sailor, Behave!.

Distribuito dalla Warner Bros. Pictures, il film uscì nelle sale cinematografiche statunitensi il 16 agosto 1930.